# Banda Elastica Pellizza
La Banda Elastica Pellizza è un gruppo musicale italiano di musica d'autore pop folk rock formatosi a Torino nel 2003.

## Carriera
Banda Elastica Pellizza esordisce discograficamente nel 2005 con un miniCD dal titolo Goganga, stampato dall'etichetta torinese Toast Records.
La parola che consola (pubblicato da Incipit/Egea su CD) è il primo album completo e risale al 2008. Durante le registrazioni il gruppo collabora con Roberto Freak Antoni, Antonio Marangolo e Furio Di Castri. Il disco, nell'ottobre dello stesso anno, vince il premio SIAE Club Tenco attribuito al miglior autore emergente.
Banda Elastica Pellizza partecipa al Caterraduno 2009 di Senigallia, manifestazione di chiusura del programma radiofonico Caterpillar, di Rai Radio 2. Sempre nel 2009 vince il premio M.E.I. come Rivelazione Indie Rock e riceve la Targa Bigi Barbieri al Festival della Canzone d'Autore Umoristica “Dallo Sciamano allo Showman”.
Banda Elastica Pellizza annovera partecipazioni in diversi programmi radiofonici, tra cui i programmi di Rai Radio 3 Alza il volume (conduttore Valerio Corziani), Fahrenheit (conduttore Marino Sinibaldi) e Il Dottor Djembè (conduttori Stefano Bollani e David Riondino).
Nel 2012 esce per l'etichetta Incipit/Egea il secondo album del gruppo, Oggi no, che vede nuovamente la partecipazione di Antonio Marangolo.
Nel gennaio 2013 il gruppo è stato ospite nel programma Sentieri notturni di Radio Capital, condotto da Sergio Mancinelli.
Nel mese di aprile del 2015 esce per l'etichetta Incipit/Egea il terzo album, Embè?. La title track vede in qualità di arrangiatore Guido Guglielminetti, bassista e storico collaboratore di Francesco De Gregori.
Nel maggio del 2019 esce per l'etichetta Incipit/Egea la raccolta Le più migliori che contiene tre inediti e 12 brani tratti dai precedenti album.

## Formazione
- Daniele Pellizzari: voce e chitarra
- Alessandro Aramu: basso e contrabbasso
- Andrea Sicurella: chitarra, mandola e clarinetto
- Bati Bertolio: pianoforte, tastiere e fisarmonica
- Paolo Rigotto: batteria e percussioni

## Discografia

### Album
- 2008 – La parola che consola (Incipit/Egea)
- 2012 – Oggi no (Incipt/Egea)
- 2015 - Embè? (Incipit/Egea)
- 2019 - Le più migliori (Incipit/Egea)

### Singoli ed EP
- 2005 – Goganga (Toast Records, Mini CD)

### Compilation
- 2010 - AA.VV. La leva cantautorale degli anni zero (Alabianca Records, ABR 128554020-2, 2xCD)